# .bm
.bm es el dominio de nivel superior geográfico (ccTLD) para Bermudas.